# Vårpotentil
Vår-Potentil (Potentilla tabernaemontani) er en plante i rosenfamilien.
I Danmark er arten sjælden på tørre kalkholdige klinter, skrænter, bakker, strandvolde og overdrev, og den er kun kendt fra Nordjylland, Storebæltsområdet, Nordsjælland, Møn og Bornholm.